# Moores Hill
Moores Hill es un pueblo ubicado en el condado de Dearborn en el estado estadounidense de Indiana. En el Censo de 2010 tenía una población de 597 habitantes y una densidad poblacional de 427,65 personas por km².

## Geografía
Moores Hill se encuentra ubicado en las coordenadas 39°6′42″N 85°5′25″O / 39.11167, -85.09028. Según la Oficina del Censo de los Estados Unidos, Moores Hill tiene una superficie total de 1.4 km², de la cual 1.4 km² corresponden a tierra firme y (0%) 0 km² es agua.

## Demografía
Según el censo de 2010, había 597 personas residiendo en Moores Hill. La densidad de población era de 427,65 hab./km². De los 597 habitantes, Moores Hill estaba compuesto por el 97.82% blancos, el 0.17% eran afroamericanos, el 0% eran amerindios, el 0.17% eran asiáticos, el 0% eran isleños del Pacífico, el 0.67% eran de otras razas y el 1.17% pertenecían a dos o más razas. Del total de la población el 0.34% eran hispanos o latinos de cualquier raza.